# Torrevelilla
Torrevelilla (aragónul: La Torre de Viliella, katalánul: La Torre de Vilella) község Spanyolországban, Teruel tartományban. Torrevelilla La Codoñera, Belmonte de San José, La Cañada de Verich és La Ginebrosa községekkel határos. Lakosainak száma 182 fő (2024).

## Népesség
A település népessége az utóbbi években az alábbiak szerint változott:
| Lakosok száma | 205  | 199  | 194  | 194  | 199  | 208  | 192  | 186  | 170  | 182  |
|               | 2001 | 2004 | 2007 | 2009 | 2012 | 2014 | 2017 | 2019 | 2022 | 2024 |